# Francisco Coutinho

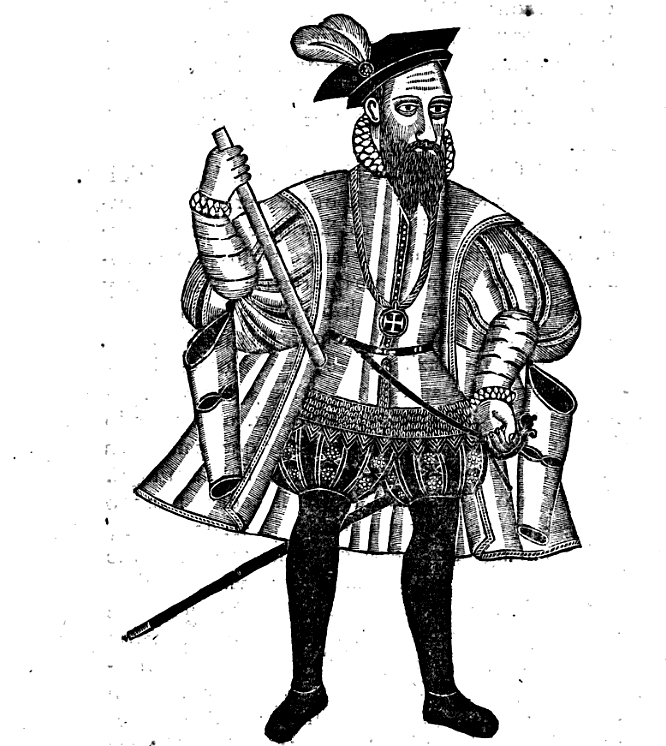
Francisco Coutinho, Graf von Redondo, Vizekönig Portugiesisch-Indiens von 1561–1564.

Dom Francisco Coutinho, 3. Conde (Graf) de Redondo (* um 1517 in Portugal; † 19. Februar 1564 in Goa, damals Estado da India, heute Indien) war ein portugiesischer Adliger, Militär und der 8. Vizekönig des Estado da India (Portugiesisch-Indien) von 1561 bis 1564.

## Leben
Coutinho war ein Cousin von Pedro de Mascarenhas, dem 6. Vizekönig von Indien und Entdecker der Maskarenen-Inseln. Er heiratete Maria de Blaesvert und hatte zwei Söhne.
Seine Kindheit und Jugend verbrachte er in Asilah im heutigen Marokko, wo sein Onkel als Stadtkommandant tätig war und sein Vater als hoher Militär. Nach dem Tode seines Onkels 1546 wurde er selbst zum Stadtkommandanten von Arzila ernannt und hatte das Amt bis 1550 inne.
Auch war er Ritter des Christusordens und als Königlicher Rat offizieller Beauftragter seiner Majestät, des Königs von Portugal, für die Fragen von Marokko, so sein offizieller Titel als Kronrat.

## Herrschaft als Vizekönig
Nach der Absetzung seines Vorgängers, Dom Constantino de Bragança, wurde er mit Dekret der Regentin, Dona Catarina, der Witwe Dom João III. am 27. Januar 1561 zum Vizekönig ernannt.
Am 7. Juni 1561 kam er in Indien an und seine erste Maßnahme war die Stärkung der militärischen Macht Portugals in Zentral- und Ostasien: Er ernannte neue und frische Stadtkommandanten und Gouverneure, errichtete neue Gouvernemente und ordnete das ihm zur Verfügung stehende Militär gänzlich neu, so dass es effektiver und schlagkräftiger war.
Während seiner Amtszeit kam es immer wieder zu Scharmützeln mit den Türken bzw. Osmanen, die den Vizekönig aber nicht schlagen konnten, sondern alle Schlachten – trotz der Überlegenheit der Türken – gingen unentschieden aus.
Er machte Frieden mit diversen Fürstentümern und Königreichen an der Malabar- und Koromandelküste und konnte erstmals den Samorin von Calicut zum Vasallen Portugals machen.
Coutinho zeichnete sich als fast bigotter Katholik aus, der das erste Autodafé in Indien stattfinden ließ. Auch ließ er 1563 grausam und mit aller Härte einen Aufstand antichristlicher Bürger auf den Molukken niederschlagen (vor allem in Ambon und Ternate), wo seinen Vasall Dom Henrique de Sá mit absoluter Härte und Gnadenlosigkeit vorging. Dadurch gelang es ihm, einen Teil des Archipels zum Vasallen Portugals zu machen.
1564 eilte der Vizekönig persönlich seinem Stadtkommandanten von Colombo, Dom Baltasar Guedes de Sousa, zur Hilfe, als ihm ein Angriff des Fürsten von Sitawka, drohte. Der Sieg über den Fürsten war vernichtend, und Colombo war für Portugal gerettet.
Dom Francisco Coutinho starb am 19. Februar 1564 in Goa an den Folgen eines langen Kummers an Herzversagen. Zunächst wurde er in der Kirche São Francisco in Goa beigesetzt, später folgte die Umbettung der Leiche in seine Heimat nach Redondo.